# Édifice du Congrès national du Chili
L'édifice du Congrès national du Chili (en espagnol : Edificio del Congreso Nacional de Chile) est le siège des deux chambres du Congrès national du Chili depuis 1990. Il est situé à Valparaíso.

## Histoire
Le 18 décembre 1987, la junte militaire promulgue la loi 18678, qui établit, pour des raisons de décentralisation, que le siège du Congrès national soit déplacé vers la ville de Valparaíso,.
Le nouveau bâtiment est conçu par les architectes chiliens Juan Cárdenas, José Covacevic et Raúl Farrú, dont le travail est sélectionné parmi 38 professionnels ayant atteint la phase finale du concours préliminaire de projets convoqué par le ministère des Travaux publics (es) et auquel un total de 539 propositions sont soumises, dont 38 sont sélectionnées. L'ingénieur Modesto Collados (es) est nommé président du jury du concours et coordinateur général de la construction,.
L'échec du concours suscite la controverse, en raison des critiques générées par l'impact visuel que le nouveau bâtiment aurait sur le contexte patrimonial de la ville de Valparaíso. Le projet qui ayant remporté la deuxième place (par Borja García-Huidobro, Paul Chemetow et Jorge Figueroa) est considéré comme étant de meilleure qualité architecturale et présentant un plus grand respect de l'environnement urbain.
La construction de l'édifice actuel commence le 20 octobre 1988. Cette immense construction de 60 000 m2, dont 26 000 m3 de béton armé sont utilisés dans sa structure, se dresse sur une superficie de 25 000 m2 dans le quartier d'El Almendral (es), sur le site de l'hôpital Enrique Deformes (es), démolie à la suite des graves dommages causés par le tremblement de terre du 3 mars 1985 (es).
En 2018, des irrégularités sont rendues publiques concernant les différents travaux d'agrandissement effectués sur le bâtiment depuis 1993. En effet ils n'ont pas été régularisés auprès de la municipalité de Valparaíso, obligeant le Congrès national à verser environ 200 millions de pesos à la ville.

## Galerie

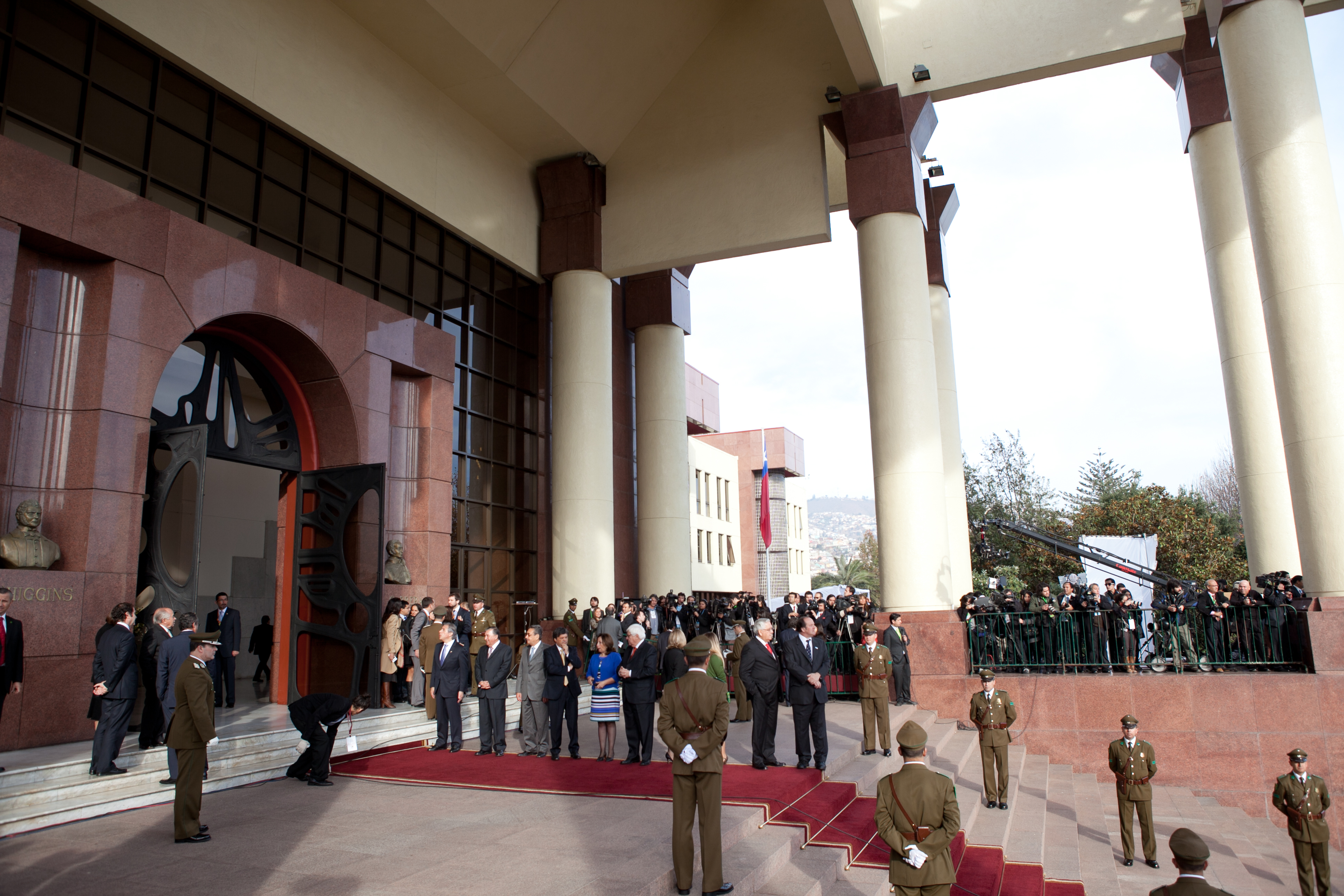
Accès principal par l'Avenue Pedro Montt.
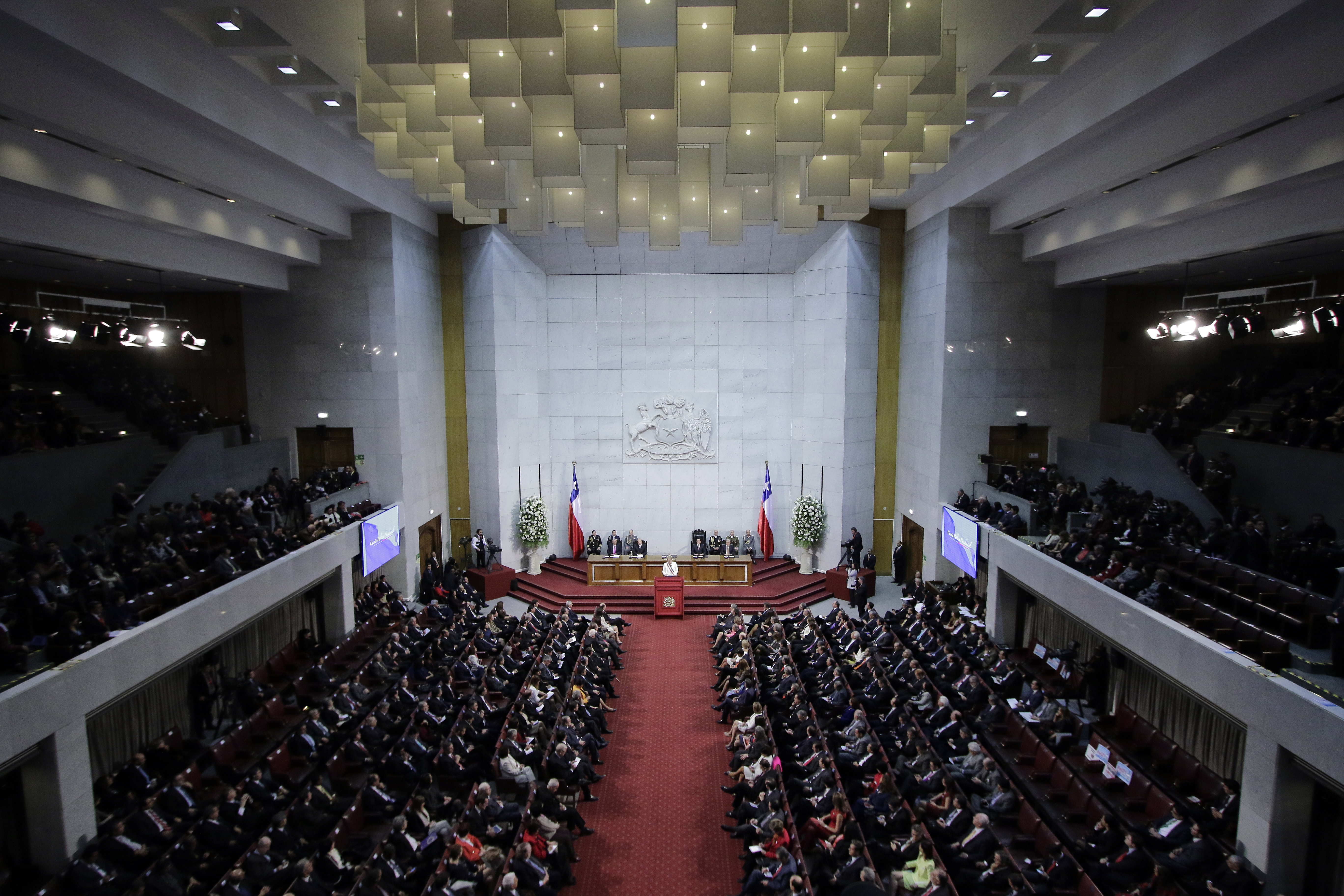
Salle plénière.
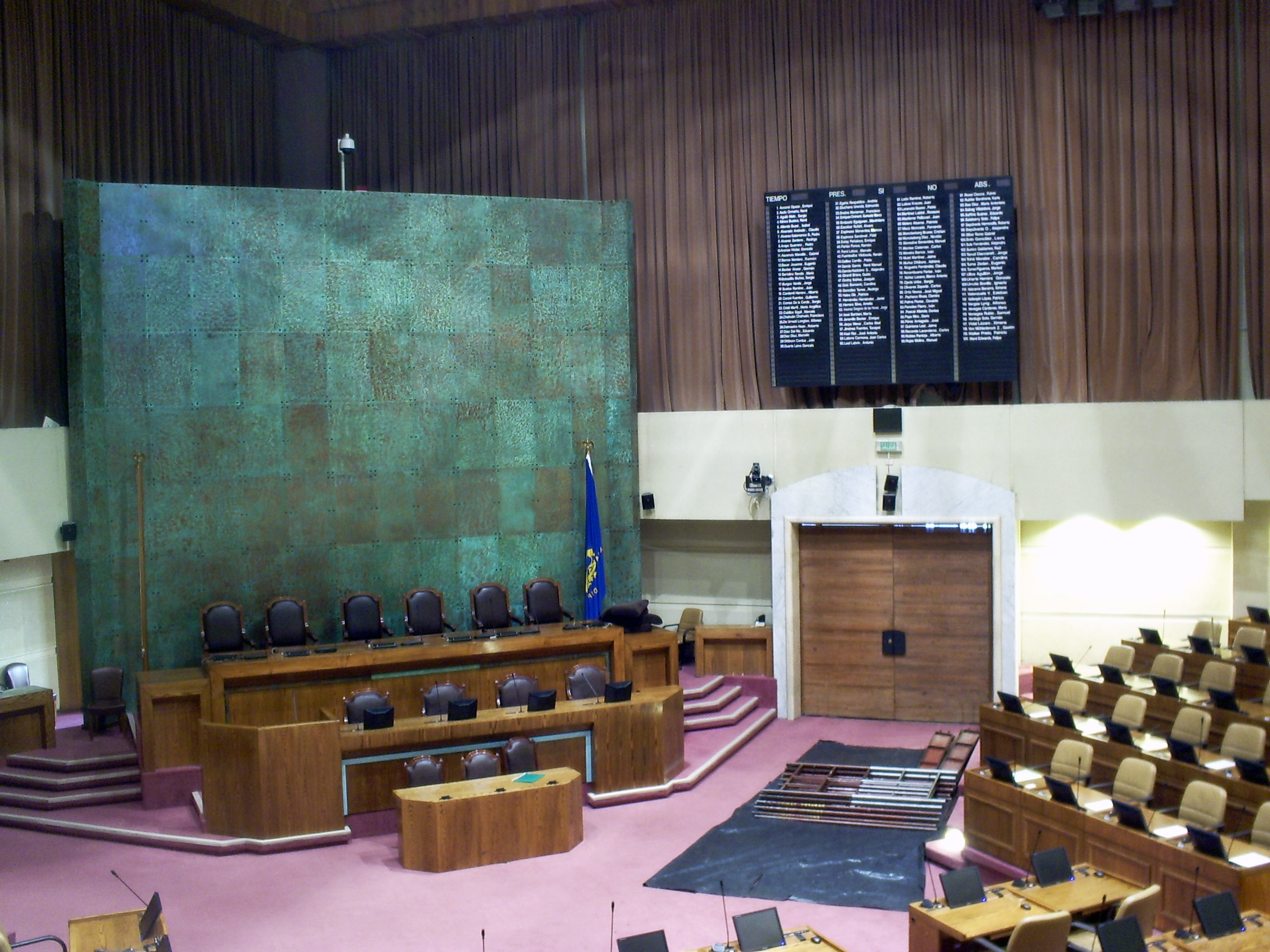
Chambre des députés.
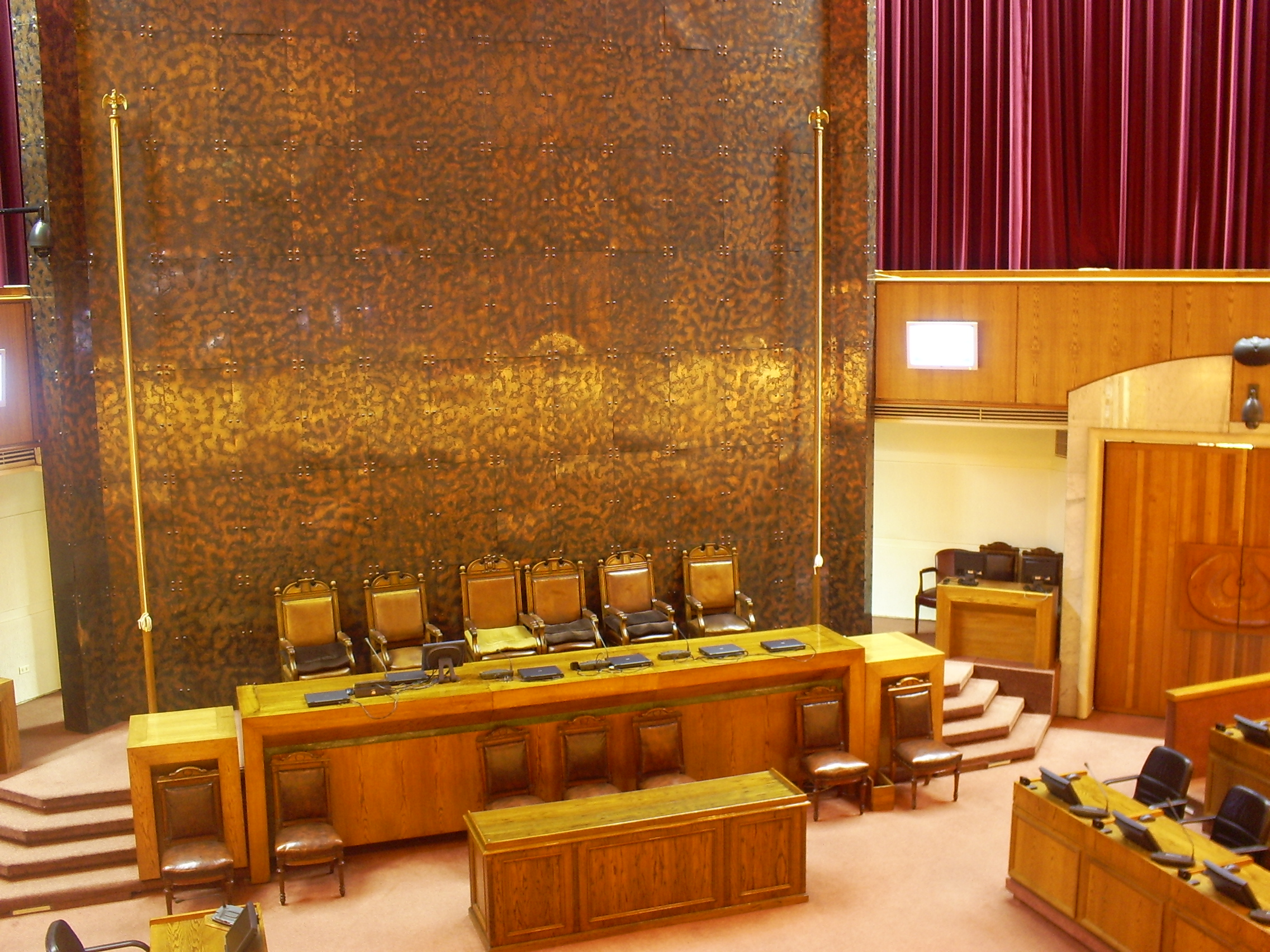
Sénat.